# Przemysław Odrobny
Przemysław Odrobny (* 21. Oktober 1985 in Danzig) ist ein polnischer Eishockeytorwart, der seit November 2017 bei Podhale Nowy Targ in der Ekstraliga spielt.

## Karriere
Przemysław Odrobny begann seine Karriere als Eishockeyspieler in der Jugendabteilung von Stoczniowiec Gdańsk. Für das Team aus seiner Geburtsstadt stand er in der Folge in der Ekstraliga in über 200 Spielen im Tor und wurde 2011 für das polnische All-Star-Game nominiert. Nachdem sich der Klub 2011 aus finanziellen Gründen aus der höchsten polnischen Spielklasse zurückgezogen hatte, wechselte Odrobny von der Ostseeküste in das Karpatenvorland zum KH Sanok. Gleich in seiner ersten Spielzeit gewann er mit seiner neuen Mannschaft das Double aus Meisterschaft und Pokalsieg. Trotz dieser Erfolge verließ er 2013 Sanok und wechselte zum Erstligaaufsteiger KTH Krynica. Den Vertrag dort löste er jedoch bereits Anfang Dezember 2013 auf, da Krynica seinen finanziellen Verpflichtungen nicht nachgekommen war, und wechselte zum JKH GKS Jastrzębie. In der Spielzeit 2014/15 war er der Torwart der Ekstraliga mit der geringsten Zahl an Gegentoren pro Spiel. 2015 wechselte er in die französische Ligue Magnus und schloss sich dem HC Morzine-Avoriaz an. Nach nur einem Jahr verließ er die Franzosen jedoch bereits wieder und spielt seither für Milton Keynes Lightning. Mit dem Team spielte er zunächst in der English Premier Ice Hockey League, in der er mit der besten Fangquote zum Gewinn der Playoffs und des Pokalwettbewerbes maßgeblich beitrug. 2017 wurde die Mannschaft aus der Planstadt im mittleren England in die Elite Ice Hockey League, die höchste britische Spielklasse aufgenommen. Dort konnte er seinen Stammplatz aber nicht halten und wechselte im November 2017 zum polnischen Rekordmeister Podhale Nowy Targ.

### International
Für Polen stand Odrobny bei den Weltmeisterschaften der Division I 2008, 2011, 2012, 2013, 2014, 2015, 2016, 2017 und 2018 auf dem Eis. Dabei war er 2012, 2014 und 2015 jeweils der Torhüter mit der besten Fangquote und der geringsten Zahl an Gegentoren pro Spiel und wurde 2012 in das All-Star-Team des Turniers berufen und 2014 und 2015 zum besten Torhüter gewählt. 2017 erreichte er die drittbeste Fangquote des Turniers hinter dem Österreicher Bernhard Starkbaum und dem Ukrainer Eduard Sachartschenko und wurde zum besten Spieler seiner Mannschaft gewählt.
Auch bei den Qualifikationsturnieren für die Olympischen Winterspiele 2010 in Vancouver, 2014 in Sotschi, bei denen die Polen jeweils in der ersten Qualifikationsrunde scheiterten, und 2018 in Pyeongchang, als die Polen durch einen 1:0-Erfolg nach Penaltyschießen gegen Gastgeber Ungarn die zweite Qualifikationsrunde erreichten, spielte er für seine Farben.

## Erfolge und Auszeichnungen
- 2012 Wenigste Gegentore pro Spiel und beste Fangquote sowie Mitglied des All-Star-Teams bei der Weltmeisterschaft der Division I, Gruppe B
- 2012 Polnischer Meister mit dem KH Sanok
- 2012 Polnischer Pokalsieger mit dem KH Sanok
- 2014 Aufstieg in die Division I, Gruppe A, bei der Weltmeisterschaft der Division I, Gruppe B
- 2014 Wenigste Gegentore pro Spiel und beste Fangquote sowie bester Torhüter bei der Weltmeisterschaft der Division I, Gruppe B
- 2015 Wenigste Gegentore pro Spiel in der Ekstraliga
- 2015 Wenigste Gegentore pro Spiel und beste Fangquote sowie bester Torhüter bei der Weltmeisterschaft der Division I, Gruppe A
- 2017 Playoff-Meister und Pokalsieger der English Premier Ice Hockey League mit Milton Keynes Lightning
- 2017 Beste Fangquote der English Premier Ice Hockey League